# 埃莉諾·赫琳
埃莉諾·F·赫琳（英語：Eleanor F. Helin、1932年11月19日—2009年1月25日）是一位美國天文學家。她是NASA噴射推進實驗室近地小行星追蹤計畫的首席研究員。

## 天文發現
埃莉諾·赫琳是小行星和彗星的發現者，包括週期性彗星111P/Helin-Roman-Crockett、117P/Helin-Roman-Alu和132P/Helin-Roman-Alu。
她被認為是小行星4015威爾遜-哈靈頓和彗星107P/威爾遜-哈靈頓的發現者。儘管威爾森和哈林頓比她早了幾十年發現該天體，但他們並沒有建立天體的軌道，而她的重新發現確立天體的軌道。